# Trappeto (moulin à huile)
Pour les articles homonymes, voir Trappeto (homonymie).

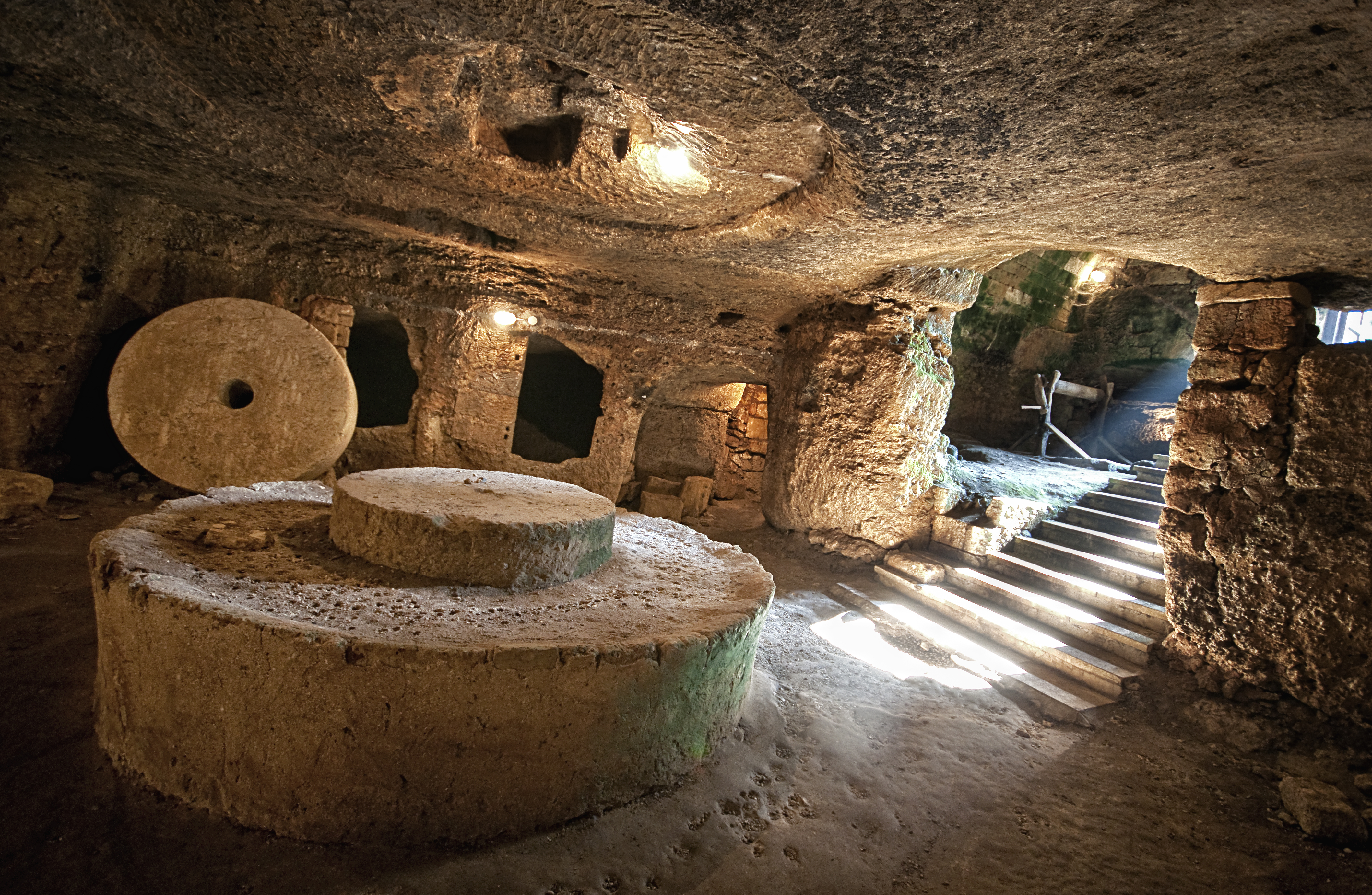
Trappeto de l'Abbaye Santa Maria a Cerrate

Le trappeto (du latin trappētum) est un terme utilisé dans la tradition salentine pour désigner un moulin hypogée destiné à la production de l'huile d'olive.
Le trappeto témoigne d'un ancien procédé de production d'huile : il fait partie du paysage et de l'architecture rurale des Pouilles et en particulier du Salento.

## Histoire
Au IXe siècle, les premiers contacts avec la culture byzantine, sur le territoire du bas Salento, ont provoqué une profonde transformation de l'économie rurale en passant de la culture des céréales à celle de l'olivier et donc de l'huile d'olive ; les oliviers, dont certains millénaires, qui encore aujourd'hui caractérisent le territoire, sont le signe visible de cette transformation. Les grottes pour la réalisation des trappeti ont été réalisées par la simple transformation des greniers à grains de la période messapique et de cryptes de l'époque byzantine dont était constitué tout le sous-sol des centres historiques. Une grande partie des greniers à grains a été détruite, mais les traces archéologiques de leur présence antérieure subsistent.
Vers le milieu du XIXe siècle, on compte 1 073 trappeti (pluriel de trappeto) dans la circonscription administrative de la Terre d'Otrante. En 2006 il reste 157 trappeti dans les Pouilles : 4 dans la zone de Bari, 7 dans celle de Brindisi, 22 dans celle de Tarente et 124 dans celle de Lecce.
Les moulins à huile à hypogée font l'objet d'une mise en valeur touristique et ouverts au public.

## Caractéristiques
La construction des trappeti se situe entre le XIe – XIIIe siècle et le début du XVIIIe siècle. La raison de leur localisation souterraine doit être recherchée dans l'optimisation de la conservation du produit dans un milieu à température basse et constante, mais non inférieure aux 6 °C correspondant à la solidification de l'huile.
Un escalier souvent couvert par une voûte en berceau permet d'atteindre le trappeto qui est situé entre 2 et 5 m sous le niveau du sol. Cet escalier débouche généralement dans une grande pièce où se trouve le bassin avec sa grosse roue en pierre à broyage verticale. Sur le côté de la grande pièce se trouvent les pressoirs en bois dits à la « calabraise » (avec deux vis) et à la « génoise » (une seule vis) et diverses cuves creusées dans la roche.
D'autres pièces étaient utilisées comme cuisines, dortoirs et étables, sans éclairage naturel. Le sol est éclairé par des lampes, l'unique source lumineuse naturelle et de renouvellement de l'air provenant des trous percés au centre de la voûte de la pièce principale.
À partir du XIXe siècle, le trappeto est progressivement remplacé par des moulins semi-enterrés, puis traditionnels.

## Images

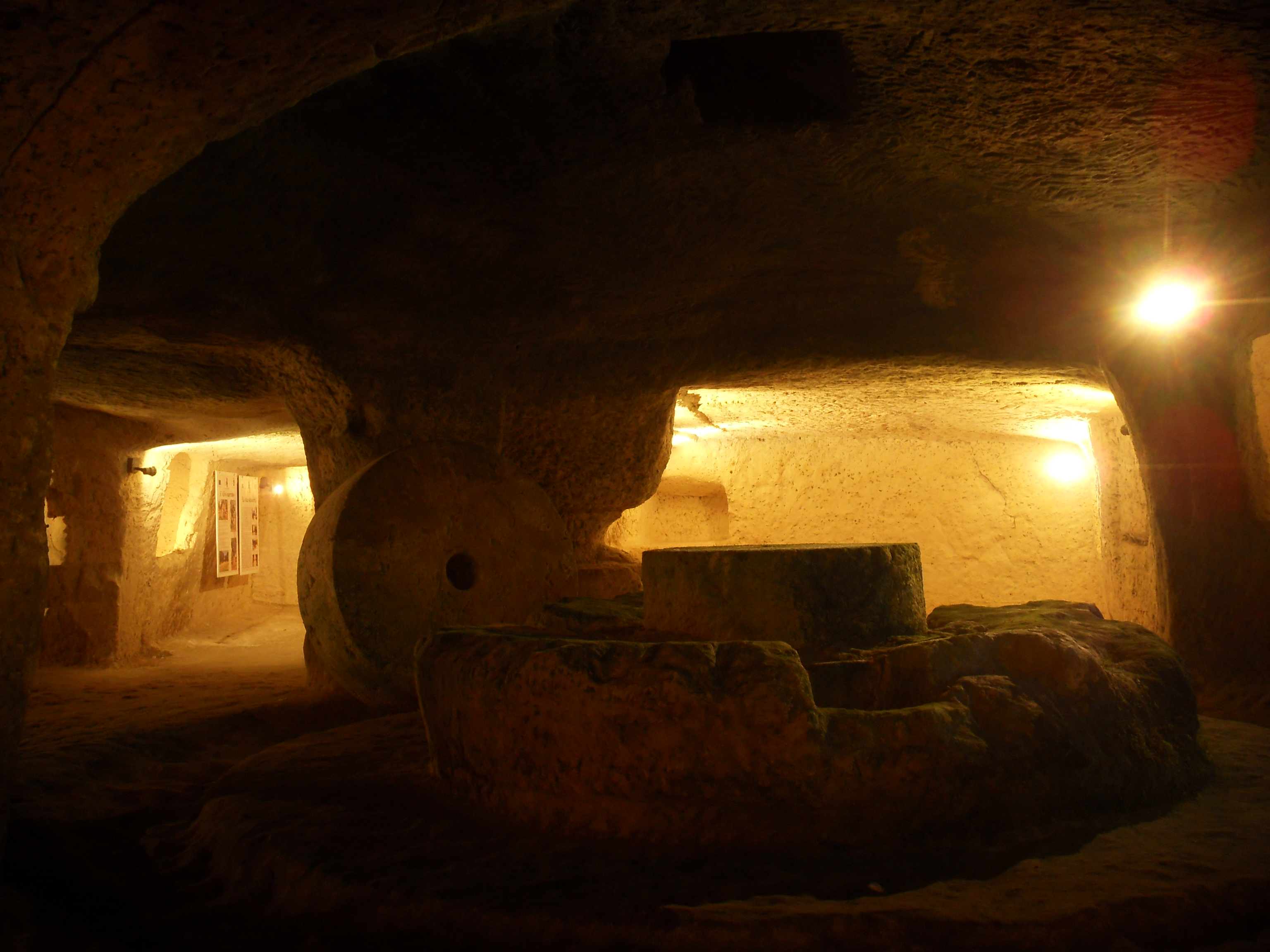
Moulin à huile, Otrante.
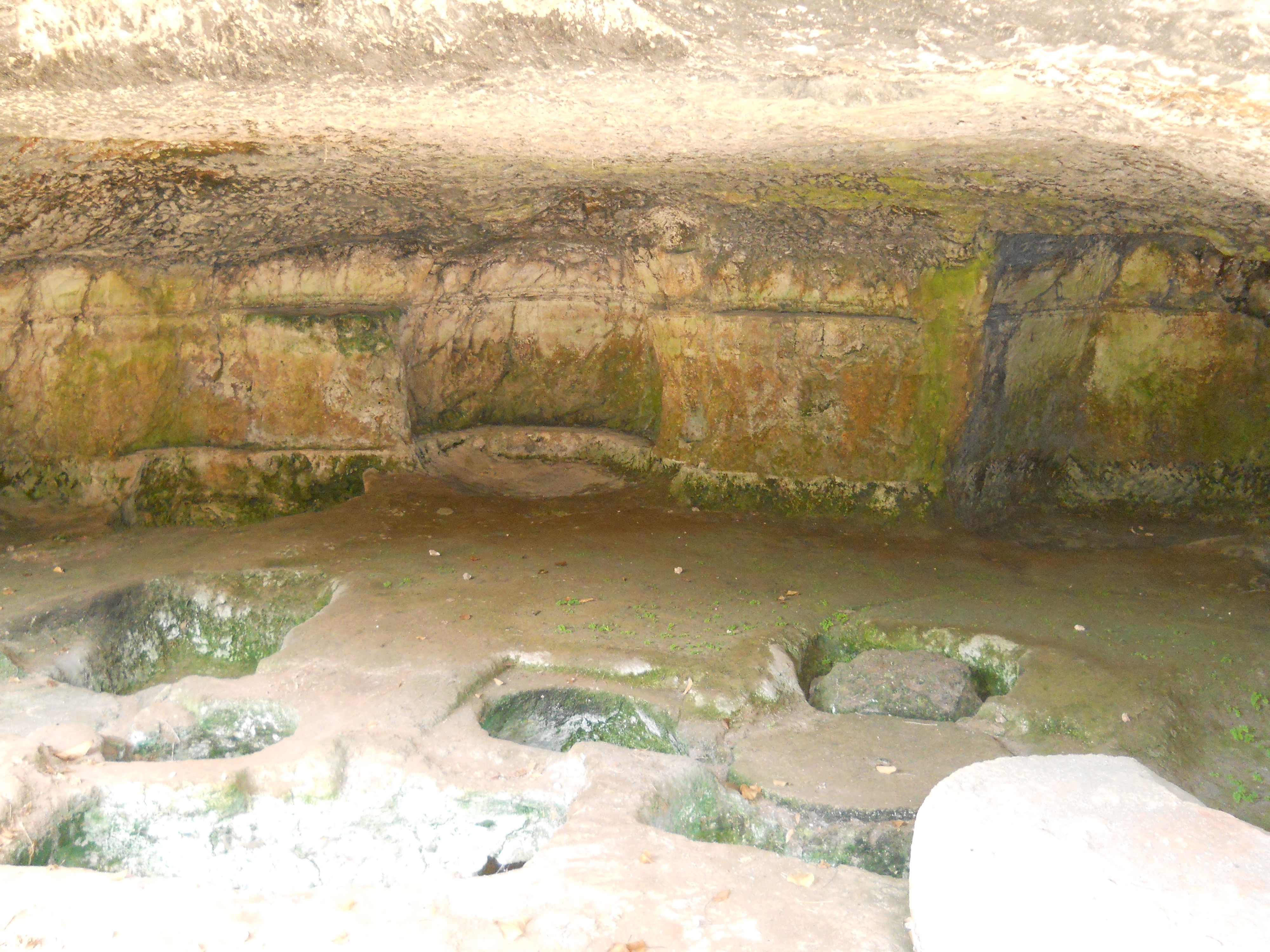
Le trappite datant de 1601 à Salve.

## Source de traduction
- (it) Cet article est partiellement ou en totalité issu de l’article de Wikipédia en italien intitulé « Trappeto (frantoio) » (voir la liste des auteurs).